# 横滨海洋科学博物馆

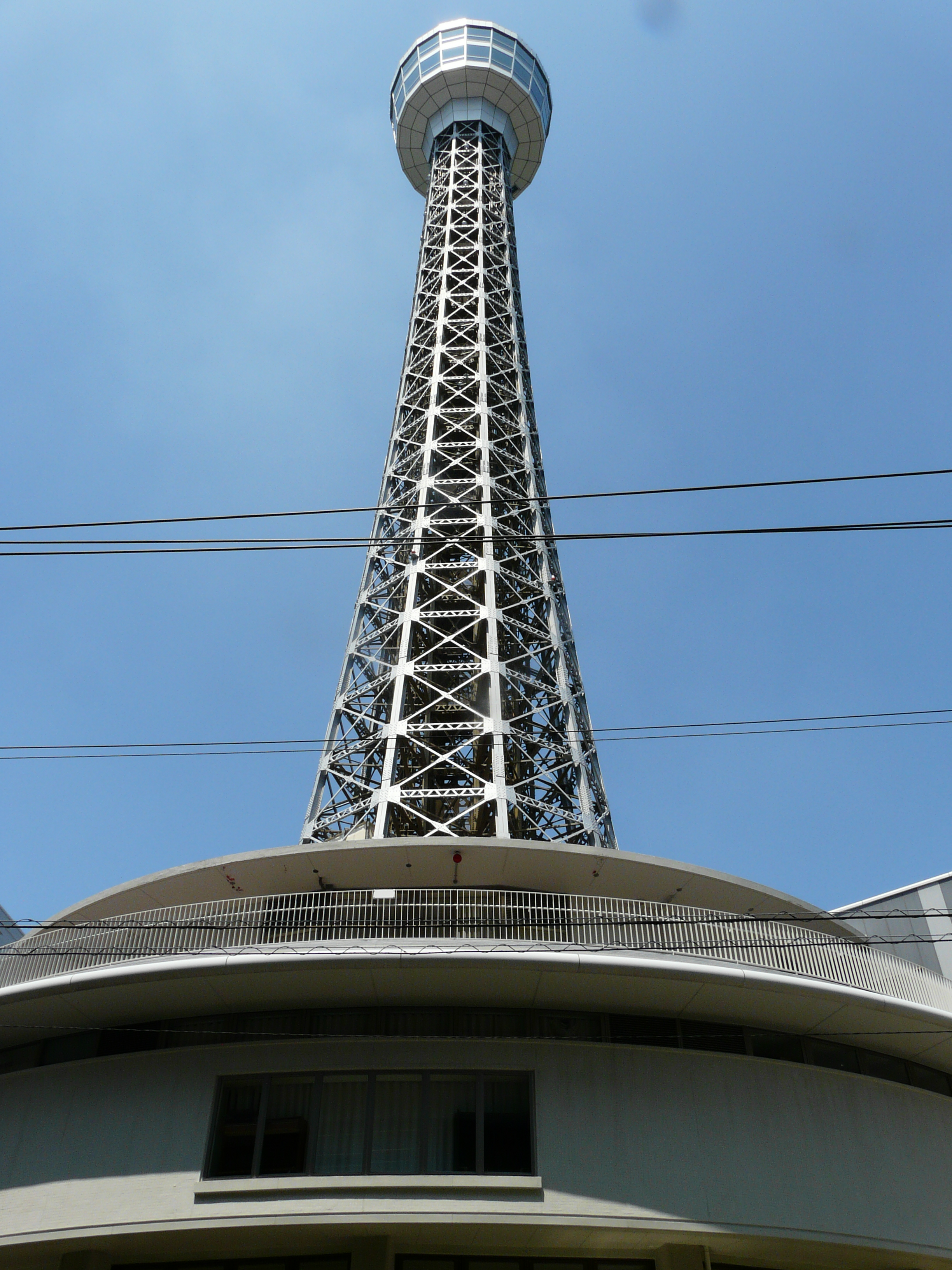
横滨海洋科学博物馆

横滨海洋科学博物馆是一座位于日本横滨市的博物馆。馆长是关谷健哉。

## 历史
1961年1月15日建成开馆，位于日本神奈川县横滨市中区山下町横滨港横滨海洋塔内。后由于内部老化需要改装，于1988年9月30日闭馆。